# ORP Ryś (1929)
| «Рись»                                                                              | «Рись» | «Рись» |
| ----------------------------------------------------------------------------------- | --- | --- |
| ORP Ryś                                                                             | | |
|                                                                                     | | |
| Польський підводний мінний загороджувач «Рис». 1934                                 | | |
| Верф                                                                                | Ateliers et chantiers de la Loire, Сен-Назер                                                                                     | Ateliers et chantiers de la Loire, Сен-Назер                                                                                     |
| Під прапором                                                                        | Польща | Польща |
| Належність                                                                          | Військово-морські сили Польщі | Військово-морські сили Польщі |
| Порт приписки                                                                       | Гдиня | Гдиня |
| Закладений                                                                          | 28 травня 1927 | 28 травня 1927 |
| Спуск на воду                                                                       | 22 квітня 1929 | 22 квітня 1929 |
| Введений до складу флоту                                                            | 2 серпня 1931 | 2 серпня 1931 |
| Виведений зі складу флоту                                                           | 1955 | 1955 |
| На службі                                                                           | 1931–1953 | 1931–1953 |
| Сучасний статус                                                                     | у 1956 році розібраний на брухт                                                                                                  | у 1956 році розібраний на брухт                                                                                                  |
| Бойовий досвід                                                                      | Друга світова війна Польська кампанія                                                                                            | Друга світова війна Польська кампанія                                                                                            |
| Проєкт                                                                              | | |
| Тип ПЧ                                                                              | підводний мінний загороджувач | підводний мінний загороджувач |
| Основні характеристики                                                              | | |
| Швидкість (надводна)                                                                | 14,5 вузлів (26,9 км/год) | 14,5 вузлів (26,9 км/год) |
| Швидкість (підводна)                                                                | 9,5 вузлів (17,7 км/год) | 9,5 вузлів (17,7 км/год) |
| Робоча глибина занурення                                                            | 80 м | 80 м |
| Гранична глибина занурення                                                          | 100 м | 100 м |
| Дальність плавання                                                                  | 3500 миль (6 500 км) на швидкості 10 вузлах (надводна) 100 морських миль (180 км) на швидкості 5 вузлах (у підводному положенні) | 3500 миль (6 500 км) на швидкості 10 вузлах (надводна) 100 морських миль (180 км) на швидкості 5 вузлах (у підводному положенні) |
| Автономність плавання                                                               | 40 діб | 40 діб |
| Екіпаж                                                                              | 46-54 офіцери та матроси | 46-54 офіцери та матроси |
| Розміри                                                                             | | |
| Довжина найбільша (по КВЛ)                                                          | 78,5 м | 78,5 м |
| Ширина корпусу найб.                                                                | 5,9 м | 5,9 м |
| Середня осадка (по КВЛ)                                                             | 4,2 м | 4,2 м |
| Водотоннажність надводна                                                            | 980 тонни | 980 тонни |
| Силова установка                                                                    | | |
| Дизель-електрична: 2 дизельні двигуни Normand Vickers 2 електродвигуни SACM Belfort | | |
| Гвинти                                                                              | 2 | 2 |
| Потужність                                                                          | 1800 к.с. (дизелі) 1200 к.с. (електродвигуни)                                                                                    | 1800 к.с. (дизелі) 1200 к.с. (електродвигуни)                                                                                    |
| Озброєння                                                                           | | |
| Артилерія                                                                           | 1 × 100-мм морська гармата Schneider                                                                                             | 1 × 100-мм морська гармата Schneider                                                                                             |
| Торпедно- мінне озброєння                                                           | 5 × 533-мм торпедних апаратів 10 торпед wz. 1924V 40 мін SM-5                                                                    | 5 × 533-мм торпедних апаратів 10 торпед wz. 1924V 40 мін SM-5                                                                    |
| ППО                                                                                 | 2 × 13,2-мм зенітні кулемети M1929                                                                                               | 2 × 13,2-мм зенітні кулемети M1929                                                                                               |

«Рись» (пол. ORP Ryś) — польський військовий корабель, дизель-електричний підводний мінний загороджувач типу «Вілк», що входив до складу Військово-морських сил Польщі за часів Другої світової війни.
Підводний човен «Рись» був закладений 28 травня 1927 року на верфі французької компанії Ateliers et chantiers de la Loire у Сен-Назері. 22 квітня 1929 року він був спущений на воду. 2 серпня 1931 року корабель уведений в експлуатацію.

## Історія служби
«Рись» був першим підводним човном у складі польських ВМС. 19 серпня човен прибув до Ґдині, де був включений до групу підводних човнів разом зі «Збік» і «Вілк». У 1932—1935 роках «Рись» брав участь у численних навчаннях, а також здійснив декілька візитів ввічливості, серед яких: в Таллінн та Гельсінкі.
Наказом командування № 2 від 30 березня 1939 р. підводним човнам було визначено райони атаки кораблів і транспортів противника на випадок війни. Окрім трьох інших кораблів — «Сеп» ще не прибув до країни — «Рись» також мав виконати завдання за умови отримання сигналу «Бурза». Відповідно до цього наказу субмарини мали встановити стаціонарні та мобільні мінні загородження на передбачуваних шляхах руху кораблів противника. Закладання мін могло відбуватися лише за наказом.
З початком війни «Рись» діяв за двома етапами. Перший був спробою виконати наказ на постановку мінних загороджень, а другий включав операції в центральній частині Балтійського моря — боротьбу з комунікаціями на шляху німецьких кораблів, що завершилося інтернуванням корабля у Швеції.
1 вересня 1939 року «Рись» вийшов в море о 6:00. Згідно з наказом, польським підводним човнам дозволялося атакувати великі кораблі противника, а також озброєні або конвойні торгові (транспортні) судна. На шляху до свого сектору «Рись» зустрів 2 тральщики та 2 супровідних кораблі, а також спостерігав перископ підводного човна. Під час патрулювання корабель зіткнувся у своєму секторі з двома есмінцями типу «Леберехт Маас» і декількома переслідувачами і тральщиками, але відстань від них була надто великою для торпедної атаки.
Протягом наступних днів спроби польських підводних човнів атакувати ворожі кораблі чи судна були безуспішними. «Вілк» покинув польське узбережжя, успішно пройшовши Данські протоки (Ересунн) 14/15 вересня, вийшов з Балтійського моря і 20 вересня прибув до Великої Британії. Лише «Ожелу» вдалося пізніше здійснити подвиг, прорвавшись з Балтики до Британських островів; інші три польські підводні човни «Сеп», «Збік» і «Рись» були інтерновані в нейтральній Швеції.
«Рись» у супроводі шведського міноносця доставили до морської фортеці Ваксгольм, де у нього зняли зброю та злили пальне. Роззброєний корабель і його екіпаж відправили в Маріфред, розташований на озері Меларен. Позбавлений пального, «Рись» провів більшу частину свого інтернування в цьому озері, далеко від Балтійського моря. Через зухвалу втечу «Ожела» з Таллінна до екіпажів, інтернованих у Швеції, були застосовані особливі заходи безпеки. Матросів переселили з кораблів у бараки, огороджені колючим дротом і охоронялися солдатами. У 1940 році, після нападу Німеччини на Норвегію, в надії допомогти полякам у разі німецької агресії проти Швеції, корабель разом з екіпажем на деякий час повернувся до Стокгольма і був озброєний, але без дозаправки. Однак після того, як Швеція досягла більшої визначеності щодо взаємних відносин з Німеччиною, корабель і екіпаж, знову позбавлені частини озброєння, повернули в Маріфред.
«Рись» повернувся до Польщі у 1946 році разом із 16 членами екіпажу. 6 травня того ж року розпочався його ремонт, який тривав до початку 1949 року. На початку післявоєнної служби разом з «Сеп» і «Збік» вони утворили ескадру підводних човнів.
У 1956 році човен відправили на металобрухт.